# Internationale Luchthaven Cam Ranh
De Internationale Luchthaven Cam Ranh (Vietnamees: Sân bay quốc tế Cam Ranh) is een internationale luchthaven ten zuiden van Cam Ranh (Vietnam). De luchthaven ligt 30 km van het centrum van de stad Nha Trang. In 2007 diende het 800.000 passagiers.